# Thrasya petrosa
Thrasya petrosa là một loài thực vật có hoa trong họ Hòa thảo. Loài này được (Trin.) Chase miêu tả khoa học đầu tiên năm 1911.